# Helga Glaesener
Helga Glaesener (* 19. November 1955 in Oldenburg) ist eine deutsche Schriftstellerin.

## Leben
Helga Glaesener wuchs als eines von sechs Geschwistern in einer Großfamilie in Oldenburg auf, machte ihr Abitur am Gymnasium Cäcilienschule Oldenburg und studierte ab 1975 Mathematik und Informatik in Hannover, ohne das Studium abzuschließen. Zu schreiben begann Helga Glaesener erst, als sie 1989 mit ihrem Mann und ihren fünf Kindern nach Aurich zog. Nach drei abgelehnten Manuskripten wurde ihr viertes, Die Safranhändlerin, schließlich veröffentlicht und zum Bestseller. Seit 2010 lebt sie wieder in Oldenburg.
Helga Glaeseners Werk umfasst sowohl historische Romane und Krimis als auch Fantasy-Werke wie Im Kreis des Mael Duin. Einige ihrer Bücher wurden ins Türkische übersetzt. Seit 2009 schreibt sie unter dem Pseudonym Tomke Schriever Kriminalromane, bisher aus dem Raum Ostfriesland. Seit 2013 schreibt sie unter dem Pseudonym Klara Holm Kriminalromane, die auf der Insel Rügen spielen.

## Auszeichnungen
- 2017 Goldener Homer in der Kategorie Beziehung & Gesellschaft für Die Postmeisterin

## Werke

### Einzelromane
- Die Safranhändlerin. Roman. List Verlag, München und Leipzig 1996, ISBN 3-471-79338-0. (Taschenbuchausgabe im Heyne Verlag, München 1998, ISBN 3-453-13714-0)
- Die Rechenkünstlerin. Roman. List Verlag, München 1998, ISBN 3-471-79366-6.
- Im Kreis des Mael Duin. Roman. Econ-und-List-Taschenbuch-Verlag, München 1998, ISBN 3-612-27574-7.
- Der singende Stein. Roman. Econ-und-List-Taschenbuch-Verlag, München 1999, ISBN 3-612-27427-9.
- Du süße, sanfte Mörderin. Roman. List Verlag, München 2000, ISBN 3-471-79420-4.
- Der schwarze Skarabäus. Roman. List-Taschenbuch-Verlag, München 2000, ISBN 3-612-65062-9.
- Wer Asche hütet. Roman. List Verlag, München 2002, ISBN 3-471-79421-2.
- Der Weihnachtswolf. List Verlag, München 2003, ISBN 3-471-79483-2.
- Safran für Venedig. Roman. (Folgeband von Die Safranhändlerin), List Verlag, München 2004, ISBN 3-471-79491-3.
- Die Vergolderin. historischer Roman. List-Verlag, Berlin 2011, ISBN 978-3-471-30007-7.
- Die Hexe und der Leichendieb. historischer Roman, List-Verlag, Berlin 2012, ISBN 978-3-471-30008-4.
- Die Beutelschneiderin. historischer Roman. List-Verlag, Berlin 2015, ISBN 978-3-471-35101-7.
- Die Postmeisterin. historischer Roman. List-Verlag, Berlin 2016, ISBN 978-3-471-35132-1.
- Die Tote im Fechtsaal. historischer Roman. List-Verlag, Berlin 2018, ISBN 978-3-471-35155-0.
- Das Seehospital. historischer Roman. Rowohlt-Taschenbuchverlag,  Reinbek bei Hamburg 2019, ISBN 978-3-499-27410-7.
- Das Erbe der Päpstin. historischer Roman. Rütten & Loening,  Berlin 2020, ISBN 978-3-352-00928-0.

### Hamburgs erste Kommissarinnen
- Die stumme Tänzerin. 'Kriminalroman. Rowohlt, Hamburg 2021, ISBN 978-3-499-00488-9.
- Das Kind der Lügen. 'Kriminalroman. Rowohlt, Hamburg 2022, ISBN 978-3-499-00489-6.

### Die Thannhäuser-Trilogie
- Der indische Baum. Roman. List-Taschenbuch-Verlag, München 2000, ISBN 3-548-60010-7.
- Der Stein des Luzifer. Roman. List-Taschenbuch-Verlag, München 2003, ISBN 3-548-60276-2.
- Der falsche Schwur. Roman. List-Verlag, Berlin 2005, ISBN 3-548-60565-6.

### Die Toskana-Trilogie
- Wespensommer. Roman. List-Verlag, Berlin 2006, ISBN 3-471-79514-6.
- Wölfe im Olivenhain. historischer Kriminalroman. List-Verlag, Berlin 2007, ISBN 978-3-471-79515-6.
- Das Findelhaus. historischer Roman. List-Verlag, Berlin 2009, ISBN 978-3-471-79516-3.

### Unter dem Pseudonym „Tomke Schriever“
- Und dann war Stille. Kriminalroman. Rowohlt-Taschenbuch-Verlag, Reinbek bei Hamburg 2009, ISBN 978-3-499-24860-3.
- Der Totenschiffer. Ein Ostfriesland-Krimi. Rowohlt-Taschenbuch-Verlag, Reinbek bei Hamburg 2010, ISBN 978-3-499-25379-9.

### Unter dem Pseudonym „Klara Holm“
- Möwenfraß. Kriminalroman. Rowohlt-Taschenbuchverlag, Reinbek bei Hamburg 2014, ISBN 978-3-499-26694-2.
- Krähennest. Kriminalroman. Rowohlt-Taschenbuchverlag, Reinbek bei Hamburg 2016, ISBN 978-3-499-27071-0.
- Rabenaas. Kriminalroman. Rowohlt-Taschenbuchverlag, Reinbek bei Hamburg 2017, ISBN 978-3-499-27272-1.